# Brose Arena
La Brose Arena (ortorgrafia corretta: brose ARENA) è un impianto sportivo situato a Bamberga in Germania. Nell'impianto gioca gli incontri casalinghi la squadra di pallacanestro del Brose Baskets.

## Storia
Conosciuto dalla sua inaugurazione fino al 2006 con il nome di Forum Bamberg allorché i diritti di commercializzazione furono ceduti alla JAKO, produttore di abbigliamento sportivo. Come parte dell'accordo è stato previsto l'ampliamento dell'impianto portandolo dai 4750 posti a sedere agli attuali 6820 con una spesa di circa 6 milioni di euro. Ciò è stato possibile avanzando il foyer di circa 20 metri in modo da fare spazio alla nuova Tribuna Nord. Nell'impianto è situato anche un centro commerciale con un grande supermercato e diversi negozi e ristoranti.
Dal 1º ottobre 2010 al 30 settembre 2013 ha preso il nome di Stechert Arena, mentre dal 1º ottobre 2013 viene chiamata brose ARENA. Tra l'altro questo nuovo accordo prevede dei lavori di manutenzione per circa 2,5 milioni di euro.
L'arena ospita le gare interne del Brose Baskets, partecipante alla Bundesliga, mentre nella stagione 2009-10 ha ospitato le gare di pallavolo del Franken VC.
Nel 2008 è stata, inoltre, la sede di due incontri di pugilato validi per il Campionato del mondo versione IBF, mentre nel 2012 ha ospitato l'incontro di Coppa Davis tra Germania e l'Argentina.